# Acacia pachycarpa
Acacia pachycarpa — вид квіткових рослин з родини бобових. Ареал: Австралія (Західна Австралія, Північна територія).

## Середовище
Росте на піщаних ґрунтах біля струмків і вздовж дренажних ліній у глинистих западинах і глиняних сковородах. Гербарні зразки також були зібрані на трав’янистих рівнинах і в лісах з евкаліптом та іншими видами акацій. Цей вид акації вважається однією з ключових рослин у багатьох типах рослинності в пустелях Західної Австралії.

## Біоморфологічна характеристика
Це дерево заввишки 3–6 метрів. Кінцевими гілочками та філодії (які нагадують ремінь) пониклі. Він може мати один або багато стебел і може формувати велику крону при вирощуванні в сприятливих умовах. Він має тверду темно-сіру кору, яка має борозни на головних стеблах, але стає гладкою та світло-сірою на верхніх гілках. Має крихкі, голі гілочки сірого кольору. Вічнозелені філодії від широколінійних до вузькоеліптичних мають довжину від 13 до 34 см і ширину від 6 до 20 мм. Цвіте з травня по червень, утворюючи кремово-білі квітки.

## Використання
Насіння цієї акації їстівне з високим вмістом білка і в минулому використовувалося австралійськими аборигенами як основний продукт харчування. Листя іноді використовують як корм для тварин, а деревину можна використовувати на дрова. Дерева також можна використовувати як захист від вітру, але цей вид не підходить як декоративна рослина, оскільки листя, гілки та квіти мають неприємний запах.